# Liga de Fútbol de la Franja de Gaza
La Gaza Strip League es la primera división de fútbol de la Franja de Gaza correspondiente al Estado de Palestina.

## Campeones
| Temporada | Campeón               | Ref         |
| --------- | --------------------- | ----------- |
| 1984-85   | Al-Ahli Gaza          | [ 1 ]       |
| 1985-86   | Khadamat Al-Shatea    | [ 1 ]       |
| 1986-87   | Khadamat Al-Shatea    | [ 1 ]       |
| 1987-1995 | Desconocido           | Desconocido |
| 1995-96   | Khadamat Rafah SC     | [ 1 ]       |
| 1996-97   | Desconocido           | Desconocido |
| 1997-98   | Khadamat Rafah SC     | [ 1 ]       |
| 1998-2005 | Desconocido           | Desconocido |
| 2005-06   | Khadamat Rafah SC     | [ 1 ]       |
| 2006-2010 | Desconocido           | Desconocido |
| 2010-11   | Shabab Khan Younes SC | [ 1 ]       |
| 2011-12   | Desconocido           | Desconocido |
| 2012-13   | Jamiyat Al-Salah      | [ 1 ]       |
| 2013-14   | Shabab Rafah SC       | [ 1 ]       |
| 2014-15   | Al-Ittihad Shuja'iyya | [ 2 ]       |
| 2015-16   | Khadamat Rafah SC     | [ 3 ]       |
| 2016-17   | Al-Sadaqah            | [ 4 ]       |
| 2017-18   | Shabab Khan Younes SC | [ 5 ]       |
| 2018-19   | Khadamat Rafah SC     | [ 6 ]       |
| 2019-20   | Khadamat Rafah SC     | [ 7 ]       |
| 2020-21   | Shabab Rafah SC       |             |
| 2021-22   | Shabab Rafah SC       |             |